# サンギ
株式会社サンギは、東京都中央区築地に本社を置く日本の日用品、化学品メーカーである。
一般には歯磨剤その他のハイドロキシアパタイト製品メーカーとして知られている。社名は孟子が唱えた「三儀」、すなわちに天の時、地の利、人の和に由来する。

## 沿革
- 1974年 株式会社サンギを設立
- 1978年 デンタル化学株式会社を設立
- 1980年 中央研究所を開設
- 1985年 「アパガード」ブランドを立ち上げる
- 2004年 アパガードシリーズをナノテクアパガードにリニューアル。

## 主な製品

### アパガード
ハイドロキシアパタイトを含有する練り歯磨き粉であり、サンギを代表する商品。
1993年、ハイドロキシアパタイトが薬用成分としての認可を受けたのと同時に発売。当初は通信販売のみで展開していたが、翌1995年に他社がアパタイト含有の歯磨きを市販することを知り、サンギ関係者は当時の年商（20億円）の半分にあたる10億円の費用をかけて大々的にコマーシャルを展開することを決意。当初企画したキャッチコピー・「芸能人は歯が白い」は東京都福祉保健局によってクレームがつき、多少手直しした「芸能人は歯が命」を採用した。このコマーシャルの効果は凄まじく、当初1年分の在庫と想定していた30万本をわずか1週間で売り尽くしたという。「芸能人は歯が命」のコピーは流行語になり、テレビのバラエティ番組でも取り上げられた。後に放送された「ハワイ編」ではこのキャッチコピーを「芸能人はハワイが好き」とセルフパロディにしている。
これにちなみ、8月1日を「歯が命の日」と制定しており、現在は歯が命キャンペーンサイトが開設されている。
ラインナップ
- Mプラス
- プレミオ、プレミオエクストラミント
- スモーキン
- ロイヤル
- リナメル（歯科専売品のため歯科医院か通販でのみ入手可能）
- アパキッズ

### その他
- アパデント

アパデントは日本アパタイトと共同開発している製品である。
- おから茶
- アパガード歯ブラシ

## CM出演者
東幹久 と高岡早紀が「多忙すぎてデートできず、すれ違いばかりの売れっ子芸能人カップル」をコミカルに演じるCMが好評を博し、アパガードが人気商品となるきっかけとなった。
- 東幹久 - アパガード(高岡早紀と共演)
- 高岡早紀 - アパガード(東幹久と共演)
- 島谷ひとみ - アパガード
- 藤原紀香 - アパガード(諸星和己と共演)
- 諸星和己 - アパガード(藤原紀香と共演)
- 安室奈美恵(カルシウムサプリメント「週間アパタイトカルシウム」のCMに出演)
- 石田純一 - 「アパガード」ポスター広告には当時の妻である松原千明と共演（東＆高岡以前）。
- 東ちづる

など

## 歯が命アワード
2015年より、健康で美しい歯をもち、自身の活動や生き方においても輝いている人物を年に一度表彰している。8月1日（歯が命の日）に合わせて開催。2016年度のみ、一般からの応募で最優秀賞と優秀賞を決めるコンテスト形式となっていた。
- 第1回（2015年） - 荒川静香[5]
- 第2回（2016年） - 最優秀賞：長岡美貴、優秀賞：水谷奈央・小林絢[4]
- 第3回（2017年） - 河北麻友子[6]
- 第4回（2018年） - 野口聡一[7]
- 第5回（2019年） - 水谷隼[8]
- 第6回（2020年） - 相田翔子[9]
- 第7回（2021年） - 前田敦子[10]
- 第8回（2022年） - デヴィ夫人[11]
- 第9回（2023年） - 山下健二郎（三代目 J SOUL BROTHERS）[12]
- 第10回（2024年） - ウエンツ瑛士[13]
- 第11回（2025年） - 山本美月[14]